# АП-2(130) мод.148
АП-2(130) мод.148 — первый серийный пожарный автомобиль порошкового тушения. Выпуск автомобиля был освоен на Прилукском заводе ППО в 1973 году. Автомобиль доставлял к месту пожара расчёт из трёх человек, пожарное оборудование и две тонны огнетушащего порошка ПСБ или ПС-1. Автомобиль был создан на шасси ЗИЛ-130. На шасси были установлены бункер для порошка и компрессор. Использовались два ротационных компрессора РКВН-6, обеспечивающих рабочее давление в сосуде установки 0,15 МПа. Между кабиной и цистерной для порошка располагалась рабочая площадка, на которой устанавливался стационарный лафетный ствол, предназначенный для подачи порошка как во время движения автомобиля, так и на стоянке. Автомобиль был оборудован рукавными катушками. Автомобиль мог использоваться как самостоятельная единица, так и в комплексе с аэродромными пожарными автомобилями.
Работы, проводимые по модернизации автомобиля, закончились выпуском в 1978 г. автомобиля АП-3(130) мод.148А. Ёмкость бункера была увеличена,  запаса вывозимого огнетущащего порошка составил 3000 кг. Компрессор был заменён на 5 баллонов со сжатым воздухом ёмкостью 50 литров каждый.